# Universidad del Valle de Aosta
La Universidad del Valle de Aosta ( en italiano: Università della Valle d'Aosta ) es una universidad privada italiana fundada en el año 2000 en la ciudad de Aosta, capital del Valle de Aosta. La sede del rectorado se encuentra en la colina de Aosta, en el edificio del antiguo seminario menor. Hasta la inauguración del nuevo campus fue la sede principal de la universidad. También contaba con una sede secundaria para cursos de economía y ciencias políticas en el municipio de Saint-Christophe, inaugurada en 2007 y cerrada en 2024. A partir del curso 2024-2025, todas las titulaciones de grado se han ubicado dentro del nuevo campus universitario situado en el centro de la ciudad.

## Historia
La creación de la Universidad fue una respuesta a las exigencias del particularismo lingüístico y cultural del Valle de Aosta. En efecto, tras la exigencia de un título universitario para poder ejercer la profesión de maestro de escuela primaria, se hizo necesaria una universidad que, además de la formación normal de los maestros de escuela primaria, garantizara una formación lingüística para poder enseñar francés en el Valle de Aosta y alemán en el Valle de Gressoney, y, por tanto, se echaba en falta una universidad que formase a los futuros maestros y profesores del Valle de Aosta.
El edificio de la Universidad fue inaugurado en enero de 1999, seguido de la fundación de la institución el 18 de septiembre de 2000. La autorización del Ministerio de Educación, Universidades e Investigación para expedir títulos académicos se concedió el 31 de octubre de 2000, mientras que los primeros cursos se activaron en el año académico 1999-2000. Los estatutos de la universidad establecen que el órgano de gobierno de la gestión administrativa, financiera, económica y patrimonial es el Consejo Universitario, cuya presidencia recae en el presidente de la región autónoma del Valle de Aosta. El rector representa a la universidad en los ámbitos académico y de investigación científica y preside el consejo o senado académico.

## Estructura
La universidad está organizada en los siguientes departamentos: departamento de Ciencias Económicas y Políticas y departamento de Ciencias Humanas y Sociales.

### Investigación
En la Universidad del Valle de Aosta están activos los siguientes centros de investigación:
- Centro Transfronterizo de Turismo y Economía de Montaña (CT-TEM)
- Grupo de Investigación en Educación para el Medio Ambiente y la Naturaleza (GREEN).

### Biblioteca
La biblioteca universitaria está situada en la planta baja del edificio Strada Cappuccini 2/A.

### Campus
Desde la década del 2000, la Universidad quiere identificar un área en la que concentrar su actividad docente. La oportunidad de construir un campus surgió cuando a nivel regional se decidió reurbanizar la zona que ocupaba el antiguo cuartel de Testafochi.  El proyecto del campus fue encargado al arquitecto Mario Cucinella en 2010. La construcción del primer lote del campus comenzó en 2013, pero la fecha de finalización, inicialmente prevista para 2018, se ha pospuesto varias veces debido al aumento del coste de la obra y a problemas administrativos. El proyecto original preveía la construcción de tres nuevos edificios y la rehabilitación de dos ya existentes, que debían albergar la biblioteca universitaria y el rectorado. 
El primero de los cuatro lotes del proyecto contempla la demolición del antiguo cuartel Zerboglio y la construcción de uno de los dos edificios destinados a fines didácticos. 
Los edificios fueron entregados oficialmente a la universidad el 13 de diciembre de 2023.  
En julio de 2024 se decidió bautizar el parque situado frente al nuevo edificio de la universidad como Jardín de la Autonomía . 
La inauguración tuvo lugar en presencia del Presidente de la República Sergio Mattarella el 7 de septiembre de 2024.  

## Rectores
- Emanuele María Carluccio (2001-2003) [14]
- Pietro Passerin d'Entrèves (2003-2011) [14]
- Fabricio Cassella (2011-2019) [14]
- María Grazia Monaci (2019-2023) [14] [15]
- Manuela Ceretta (2023-en el cargo) [14] [16]

## Controversias legales
Desde 2013, algunos profesores de la universidad están involucrados en una investigación de la Fiscalía de Bari llamada Do ut des sobre presuntas irregularidades en concursos públicos para profesores titulares. En la encuesta han participado un total de 35 profesores de varias universidades: la Universidad de Bari Aldo Moro, la Universidad de Sassari, la Universidad de Milán-Bicocca, la Universidad Libre Mediterránea, la Universidad de Trento, la Universidad de Roma Tre y la Universidad Europea de Roma .  La investigación se cerró en 2019.  Tras una primera sentencia en 2021, el Tribunal de Apelación absolvió a todos los encausados en 2023. 